# Mozrov (ort)
Mozrov är en ort i Armenien.   Den ligger i provinsen Vajots Dzor, i den södra delen av landet, 80 kilometer sydost om huvudstaden Jerevan. Mozrov ligger 1 601 meter över havet och antalet invånare är 102.
Terrängen runt Mozrov är kuperad österut, men västerut är den bergig. Terrängen runt Mozrov sluttar norrut. Närmaste större samhälle är Yeghegnadzor, 7,3 kilometer nordost om Mozrov. 
Trakten runt Mozrov består i huvudsak av gräsmarker. Runt Mozrov är det ganska glesbefolkat, med 28 invånare per kvadratkilometer.